# 摩門 (加利福尼亞州)
摩門（英語：Mormon）是位於美國加利福尼亞州聖華金縣的一個非建制地區。

## 地理
摩門的座標為37°57′01″N 121°15′57″W / 37.95028°N 121.26583°W，而該地最高點為海拔高度7米（即23英尺）。